# Isidro Antonio Montiel y Duarte
Isidro Antonio Montiel y Duarte (Mérida, Yucatán, 1821- Toluca, Estado de México, 1892) fue un jurisconsulto mexicano de la Reforma(1). Resulta importante su labor, pues él colaboró en los trabajos de la Codificación Nacional al aportar sus conocimientos del Derecho Civil y su Procedimiento en la Comisión Redactora de 1870, los cuales fueron corregidos en la práctica por la Revisión de 1884 convocada por el Entonces Presidente de la República, Gral. Manuel González Flores a la Comisión Presidida por el Ministro de la Corte Suprema, Juan Fernando de Jesús Corona y Arpide dos años antes. Antecedente directo del Código Civil "Elías Calles", tuvo inspiración en los Códigos Corona de 1868.

## Biografía
Estudió Leyes en el Colegio de San Ildefonso y Literatura e Historia en la Academia de Humanidades (Ciudad de México) de 1837 a 1843 y dos años después, se tituló como Abogado y a la par, Catedrático de su Alma Mater; ya en el Estado de México se le nombró Juez de Letras (Zimapán) y durante la Intervención Americana se enlistó en el Ejército Patrio y al terminar esta, el Pleno del Tribunal Superior de Justicia Mexiquense lo nombró Defensor de Oficio y un año más tarde, ingresaría al Cuadro Docente del Instituto Literario de Toluca. 
En 1851 fue nombrado Subsecretario de Gobierno (del cual renunciaría al año siguiente al enterarse del apoyo del Partido Conservador al Plan del Hospicio 'Cabañas'); estuvo preso en la Cárcel de Coyoacán y una vez libre, se matriculó en el Colegio Nacional de Abogados y se casó con Doña Guadalupe Estrada. En 1855 fue nombrado Vocal del Consejo de Gobierno Mexiquense y dos años más tarde fue nombrado Gobernador Substituto por licencia de Don Mariano Riva Palacio y al año siguiente fue elegido Diputado Provincial; en 1863 vivió como pequeño propietario de la 'Mestejé' pero fue encarcelado otra vez por los Conservadores hasta que, en 1866, fue nombrado Secretario General de Gobierno y a la postre, Diputado Federal el cual poco ejerció para integrarse a la Suprema Corte de Justicia de la Nación como Ministro Supranumerario y al mismo tiempo, Catedrático de 'Introducción al Estudio del Derecho' en la Escuela Nacional de Jurisprudencia en la Capital del País. 
En 1869, con licencia del Alto Tribunal ocupa su Curul en calidad de Presidente de la Mesa Directiva y por Designación del Primer Mandatario de la Nación, se incorporó al Comité Redactor de los Códigos Civil Federal y de Procedimientos para el Distrito y Territorios Administrados por el Gobierno Nacional, integrado por los más importantes Letrados de la época y connotados liberales: Mariano Yañez (Presidente del Comité), Joaquín Eguía y Lis (Secretario), José Ma. Lafragua (quien trabajaba en un proyecto similar en 1861 bajo el esquema de Florencio García Goyena, el Código de Napoleón y los Códigos Portugueses y Suizos), José Ma. Lozano (en el futuro sería Ministro de la Corte Suprema en la Administración Lerdista) y Emilio Velasco; tres años más tarde, el Congreso de la Unión lo designó Fiscal de la Corte Suprema y en 1877, el Pleno del Alto Tribunal lo nombró Defensor de Sucesorios,del cual pasó nuevamente a Fiscal pero adscrito al Juzgado Primero de Distrito en la Capital de la República. 
Escribió: Traducciones al Castellano de los Códigos Civil y de Comercio de la República Francesa (1850), Derecho Público Mexicano (1871-1882), Legislación Comparada:Estudio sobre las garantías individuales (1873), Vocabulario de Jurisprudencia (1878), así como Artículos en la Revistas "EL DERECHO" y "EL FORO" entre 1868 y 1875.